# 宮田憲江
宮田 憲江（みやた のりえ 1987年5月3日- ）は、東京都中野区出身のチアリーダー。2011年よりNFLのタンパベイ・バッカニアーズのチアリーダーとなった。同チームにおける日本人チアリーダーは小島智子、濱中彩恵に次いで3人目である。

## 経歴
関東国際高等学校に在学中、バトン部でチアダンスを始めた。白百合女子大学に進学後もソングリーディング&チアダンスのクラブチームで活動を続け、2009年にはチームキャプテンを務めた。
2011年5月、タンパベイ・バッカニアーズのチアリーダーを日本人2名とともに受験、250名の参加者の中から合格者34名の1人となった。その後8月にビザが認可され正式決定された。10月には佐竹美帆が所属するサンフランシスコ・フォーティナイナーズと対戦した。